# Шотландська гельська мова
Шотла́ндська ге́льська (шотландська, ерська) чи ґе́льська мо́ва (шотл. гел. Gàidhlig; англ. Gaelic або Scottish Gaelic) — одна з найпоширеніших гойдельських мов, носії якої гели традиційно проживають у гірських районах Шотландії та на Гебридських островах. 2005 року був ухвалений Закон про гельську мову, за яким гельській мові надано статус офіційної в Шотландії та створено Bòrd na Gàidhlig — державний орган, який відповідає за розвиток гельської мови в Шотландії.
Понад 90 тисяч мешканців Шотландії володіють гельською мовою, для 58 652 шотландців (1,2 % від усього населення Шотландії) — рідна (станом на 2001 рік). 1991 року гельська мова була рідною для понад 66 тис. мешканців Шотландії.
У Канаді (провінція Нова Шотландія, переважно на острові Кейп-Бретон) є 500—1000 носіїв гельської мови. Невеликі спільноти носіїв мови збереглися в США, Австралії, Новій Зеландії, Південно-Африканській Республіці.
Не слід плутати шотландську гельську мову з англо-шотландською мовою, яка належить до германських мов.

## Класифікація

Лінгвоетнічна ситуація в Шотландії на початку XII століття.
Гельська мова
Кумбрійська мова
Англійська мова/Шотландська рівнинна мова
Норн

Мови Шотландії в XV столітті.
Гельська мова
Англійська мова/Шотландська рівнинна мова
Норн

Шотландська гельська мова належить до гойдельської підгрупи острівної підгрупи кельтської групи індоєвропейської сім'ї мов. Вона відмінна від бритської гілки кельтських мов, до якої також належать валлійська, корнська й бретонська мови. Генеалогічно найближчими до шотландської мов уважають менську й ірландську мови, що також належать до гойдельських мов і мають спільного пращура — давньоірландську мову.

## Історія
Першими носіями кельтських мов на цій території були брити, що населяли південну, здебільшого рівнинну частину Шотландії. Вони заснували Единбург — нинішню столицю Шотландії. Саме на території цієї країни створено першу писемну пам'ятку кельтських мов — поему «Гододін», автором якої був Анейрін. Бритське населення в Шотландії протрималося на півдні до VI століття, коли почався наступ з півдня англосаксів і з заходу — ірландського населення, здебільшого вихідців з королівства Дал Ріада в Ольстері, на півострові Кінтайр і Внутрішніх Гебридських островах. Переселення ірландців в Британію почалося ще в IV столітті, проте якщо їхні поселення в Уельсі не збереглися, то в Шотландії та на острові Мен вони стали основним населенням. Острів Айона, розташований на південному заході від берегів Шотландії, став значним центром монастирського життя: тут розташовувався монастир, пов'язаний зі святим Колумбою.
Приблизно до середини XV століття Гірська Шотландія та Ірландія мали спільну літературну традицію, і лише від того часу шотландську мову можна вважати окремою. Пізніше, у XVII столітті, від шотландської гельської відділилася менська мова.
Шотландська мова досі дуже близька до північних діалектів ірландської мови, з якою утворює діалектний континуум. Наприклад, діалект острова Арран не можна назвати ні власне шотландським, ні ірландським діалектом. Деякі риси протиставляють шотландський і ольстерський (північний) ірландський середнім (коннахтським) і південним (мунстерським) діалектам ірландської мови: в шотландській гельській мові й ольстерському діалекті ірландської заперечна частка — Шаблон:Lang-gd2, а в коннахтському і мунстерському — Шаблон:Lang-ga2.

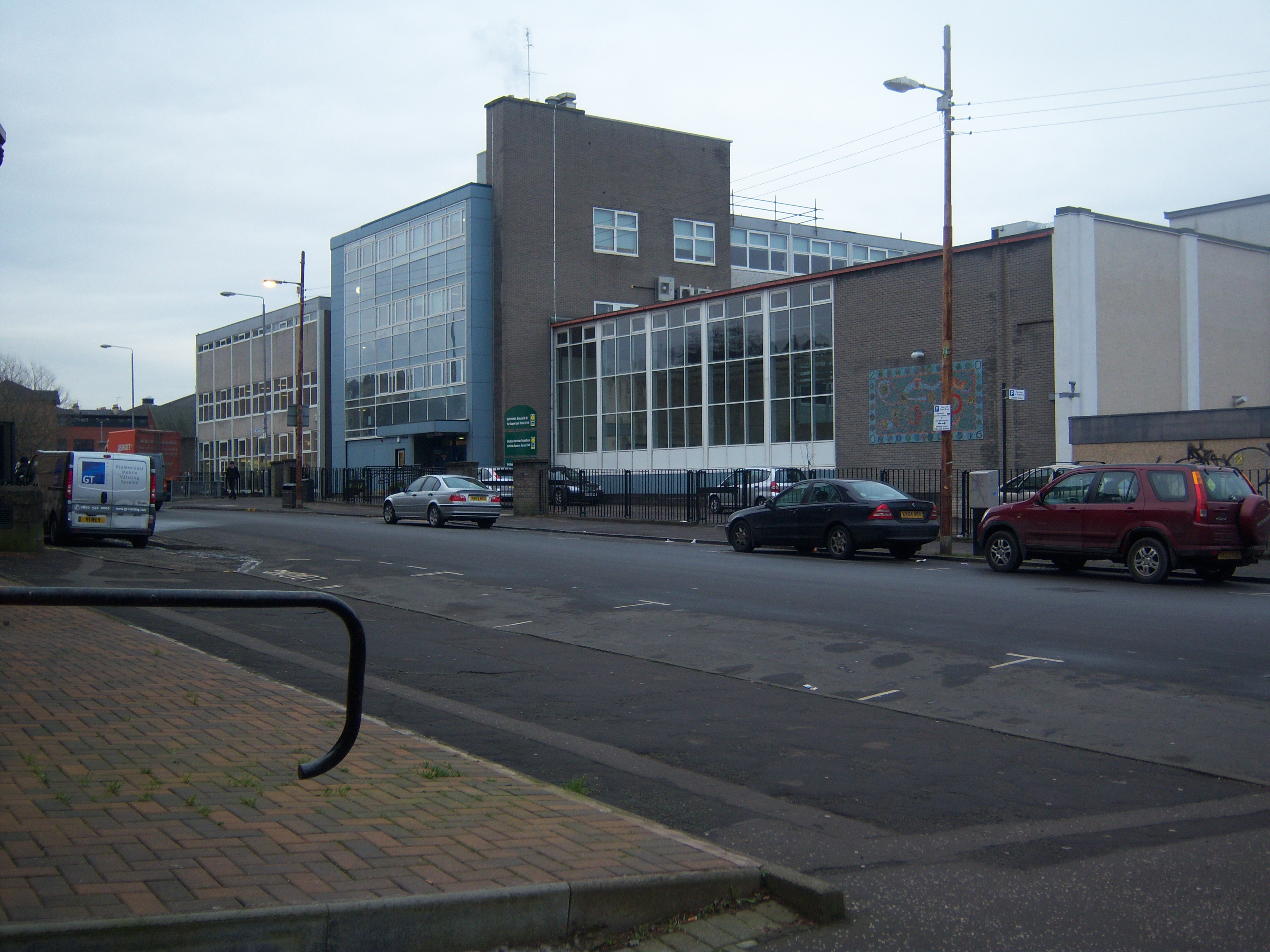
Гельська школа в Глазго

Поширення англійської мови і набіги вікінгів (зокрема на Гебридські острови) сильно послабили позиції шотландської мови. Вона також змінилася під впливом скандинавських мов і англійської. Окрім лексичних запозичень, шотландська мова набула деяких нових рис, зокрема місце протиставлення дзвінких та глухих приголосних зайняла опозиція глухих без придиху і глухих з придихом; схоже явище спостерігається у фарерській, ісландській і деяких діалектах континентальних скандинавських мов.
Шотландська, як і інші кельтські мови, довгий час не мала жодного офіційного статусу, а в деякі періоди історії навіть переслідувалася (зокрема Акт про освіту 1872 року забороняв не лише викладання шотландською, а навіть звичайне спілкування нею). Проте наприкінці XX століття ситуація змінилася з утворенням Парламенту Шотландії, що проголосив шотландську гельську мову офіційною в Шотландії.
2005 року відкрито першу середню школу, де навчання ведеться виключно шотландською гельською мовою. Тим не менше дані перепису 2001 року виявили 11-відсоткове скорочення чисельності носіїв порівняно з 1991 роком, отже шотландська мова перебуває в серйозній небезпеці. А втім, нею ведуться радіо- та телепередачі, видаються газети, журнали, книги, існують громадські рухи за її ширше використання в повсякденному житті. Проте зберігається ситуація, де найсильніші позиції шотландська мова займає серед старшого покоління мешканців Гебридських островів.
Від XVII століття багато шотландців емігрували в Канаду задля праці в Компанії Гудзонової затоки. Свого часу шотландська гельська мова була третя за кількістю мовців у Канаді після англійської та французької, проте в наш час носіїв цієї мови залишилося не більш ніж 1 тисяча людей, здебільшого літніх.

## Поширеність

Частка респондентів у переписі населення 2011 року, у віці від 3 років, які заявили, що вони можуть розмовляти шотландською гельською мовою

### Сполучені Штати Америки
За даними перепису населення Сполучених Штатів Америки 27 грудня 2007 року, шотландською гельською мовою розмовляють люди у 20 з 50 штатів США. Найбільше мовців проживає в Каліфорнії — 265, тобто 16,45 %, найменше — 15, тобто 0,93 %, у Вісконсині.
| Номер | Штат              | Кількість мовців (ос.) | Відсоток від всіх носіїв, % |
| ----- | ----------------- | ---------------------- | --------------------------- |
| 1     | Аляска            | 20                     | 1,24                        |
| 2     | Каліфорнія        | 265                    | 16,45                       |
| 3     | Флорида           | 135                    | 8,38                        |
| 4     | Іллінойс          | 45                     | 2,79                        |
| 5     | Канзас            | 20                     | 1,24                        |
| 6     | Луїзіана          | 35                     | 2,17                        |
| 7     | Меріленд          | 40                     | 2,48                        |
| 8     | Мічиган           | 44                     | 2,73                        |
| 9     | Міссісіпі         | 20                     | 1,24                        |
| 10    | Нью-Гемпшир       | 40                     | 2,48                        |
| 11    | Нью-Джерсі        | 20                     | 1,24                        |
| 12    | Нью-Йорк          | 100                    | 6,21                        |
| 13    | Північна Кароліна | 35                     | 2,17                        |
| 14    | Огайо             | 25                     | 1,55                        |
| 15    | Орегон            | 40                     | 2,48                        |
| 17    | Пенсільванія      | 65                     | 4,03                        |
| 18    | Техас             | 95                     | 5,90                        |
| 19    | Вашингтон         | 60                     | 3,72                        |
| 20    | Вісконсин         | 15                     | 0,93                        |
|       | Разом             | 1 610                  | 100                         |

## Офіційне визнання

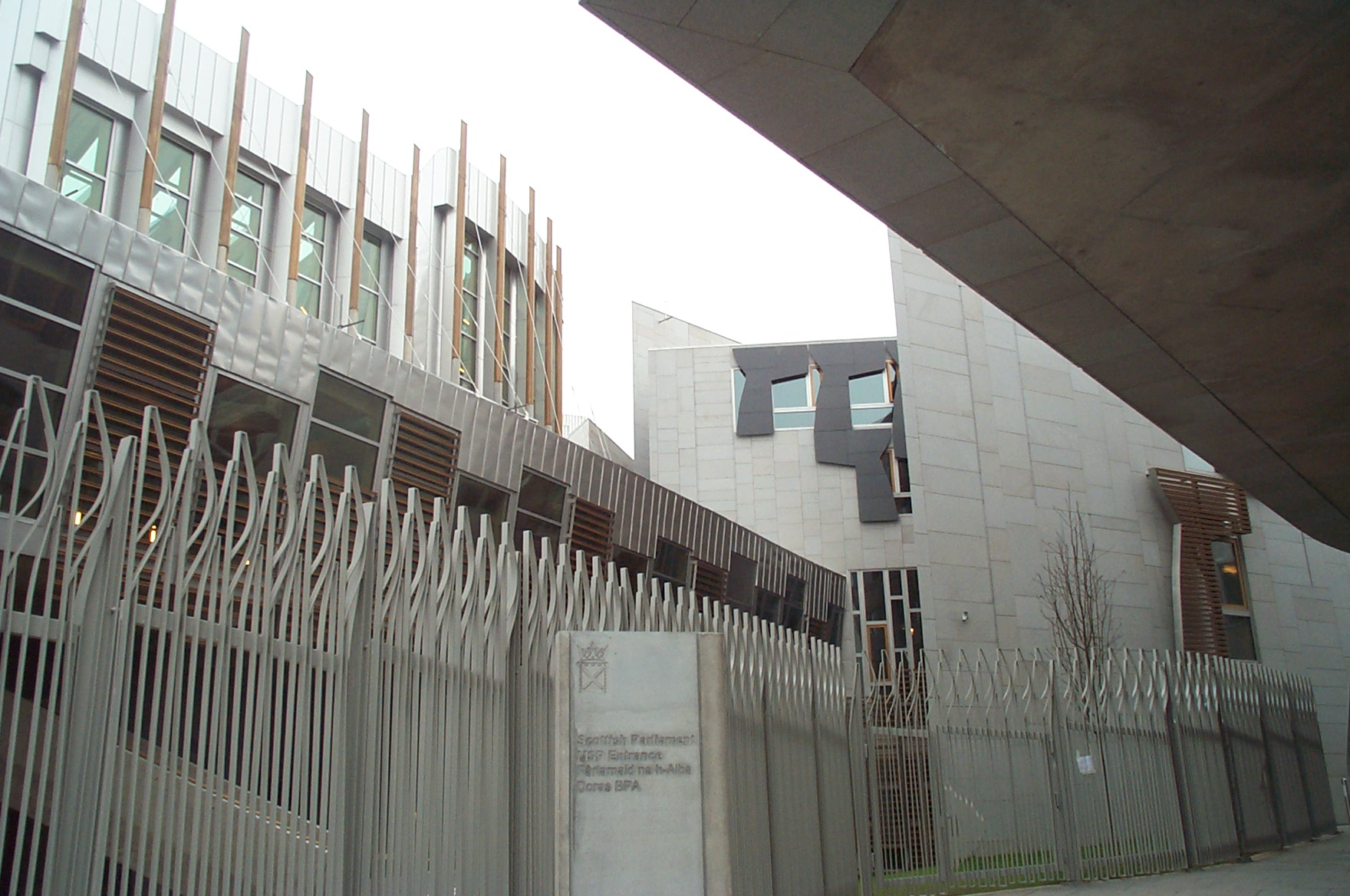
Двомовні назви англійською та гельською на будинку шотландського парламенту, будівництво якого завершено 2004 р.

Протягом століть гельська мова зазнавала великого утиску і майже не вживалася в освіті й адміністративних справах. Проте 2005 р. ухвалено закон про офіційне визнання гельської мови — Gaelic Language (Scotland) Act 2005.
Згідно з цим законом, гельська мова набула однакового статусу поруч з англійською мовою і була створена комісія «Bòrd na Gàidhlig», що увійшла в склад уряду. Основною метою створення комісії визначено розвиток мови.
Проте в цьому законі встановлено, що офіційне використання мови обов'язкове лише в суспільних установах і закладах, i він не поширюється на заклади, підпорядковані Лондону: королівську поштову службу тощо. Через це гельська мова не отримала дійсно широкої підтримки.

## Абетка
Абетка шотландської гельської мови складається з 18 літер.
| A a | B b | C c | D d | E e | F f | G g | H h | I i |
| L l | M m | N n | O o | P p | R r | S s | T t | U u |

a, b, c, d, e, f, g, h, i, l, m, n, o, p, r, s, t, u
Голосні літери можуть уживатися з глухим наголосом (grave accent), який також указує на те, що ця літера позначає довгий звук.
à, è, ì, ò, ù
Наявність та відсутність наголосу може істотно вплинути на значення слова: наприклад, bàta (човен) та bata (палка). За старою нормою, над деякими голосними може вживатися гострий наголос (acute accent):
á, é, ó
1980 року Шотландський комітет з іспитів у вищих навчальних закладах скасував уживання гострого наголосу. У більшості видавництв це впровадження прийнято, проте в частині університетів Шотландії науковці й надалі вживають гострий наголос, так само як і в Канаді.
Останнім часом у шотландських текстах стали з'являтися такі запозичення з латинської абетки, як: v та z тощо.
Шотландська абетка називається шотландською aibidil. Раніше вона носила назву Beith Luis Nuin, що походила з назв перших трьох літер абетки огам: b, l, n.

### Традиційні назви літер в абетці
Традиційно назви літер шотландської абетки носять назви дерев та інших рослин. Назви деяких літер мають сучасне походження (наприклад, dair > darach, suil > seileach).
- ailm (в'яз),
- beith (береза),
- coll (ліщина),
- dair (дуб),
- eadha (осика),
- feàrn (вільха),
- gort (плющ),
- uath (глід),
- iogh (тис),
- luis (горобина),
- muin (виноградна лоза),
- nuin (ясен),
- onn/oir (дрік),
- peith (очерет),
- ruis (бузина),
- suil (верба),
- teine (падуб),
- ura (верес).

Раніше вживалася система назв літер, схожа з іншими європейськими абетками: наприклад, b мала назву beh, c — ec тощо.

## Орфографія

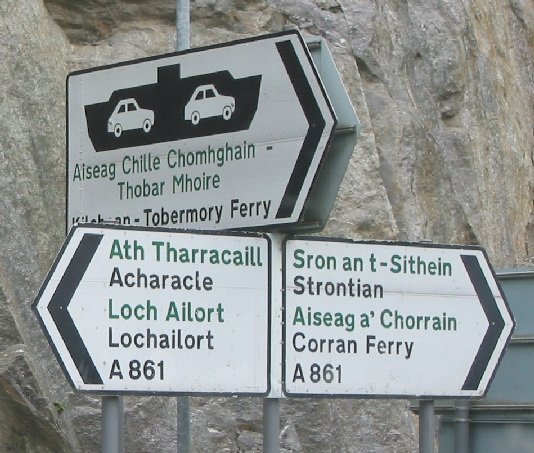
В Шотландському високогір'ї набувають розповсюдження назви гельською мовою.

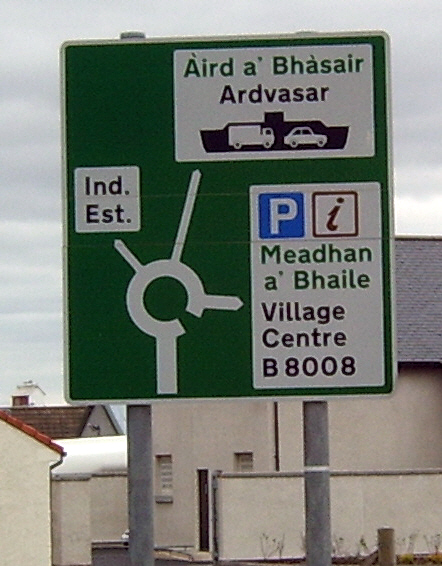
В Шотландському високогір'ї набувають розповсюдження назви гельською мовою.

Прадавня гельська мова була предком сучасних ірландської та шотландської гельської мов. Записувалася вона за допомогою письма огам. З приходом християнських місіонерів запроваджено латинську абетку. Класична гельська мова вживалася в Ірландії до кінця XVII століття та до кінця XVIII століття в Шотландії. Відмінності в орфографії в ірландській і шотландській гельській мовах — результат реформ правопису в обох країнах, які проводилися в різні часи.
Шотландську гельську мову вперше стандартизовано 1767 р., коли був надрукований Новий заповіт. Під час Другої світової війни проведено реформу і введено офіційний стандарт або Caighdeán Oifigiúil. 1957 р. вилучено літери, що не читалися. 1981 р. введено гельські орфографічні правила.
В абетці сучасної шотландської мови 18 літер:
A, B, C, D, E, F, G, H, I, L, M, N, O, P, R, S, T, U.
Літера h зараз використовується лише для позначення леніції приголосних. Вона не вживалася в стародавніх текстах, бо леніція позначалася за допомогою крапки, що ставилася над літерою.
Назви літер шотландської абетки носять назви дерев та інших рослин. Проте зараз ця традиція вимирає.
Якість приголосного звука вказується за допомогою голосних літер навколо літери, що його позначає. Так звані слабкі приголосні — це палатизовані приголосні, широкі приголосні — це задньопіднебінні приголосні.
Приголосні, навколо яких знаходяться голосні e та i, становляться слабкими (м'якими), а приголосні, навколо яких знаходяться голосні a, o та u — широкими (твердими).
Правило правопису називається caol ri caol agus leathann ri leathann або («слабка до слабкої та широка до широкої»). Згідно з цим правилом, якщо за приголосної знаходиться i або e, то і перед цією приголосної знаходиться i або e. Таке ж правило діє стосовно a, o та u. Наприклад, t в slàinte [slaːntʃə], t в bàta [paːtə]. Це правило не стосується вимови голосних. Наприклад, множина утворюється за допомогою суфікса -an, наприклад, bròg [proːk] (черевик) / brògan [proːkən] (черевики). Через правило правопису цей суфікс після слабких приголосних записується як -ean, проте його вимова не відмінна від вимови суфікса -an. Наприклад, taigh [tʰɤj] (дім) / taighean [tʰɤjən] (дома). В суфіксі множини літера e пишеться лише для того, щоб виконати правило правопису про слабкі та широкі приголосні, тому що літера i попередує сполученню літер gh.
В орфографічних змінах 1976 р.. запроваджених Шотландським комітетом з екзаменів в вищих навчальних закладах, правило правопису було трохи модифіковано. Тепер суфікс дієприкметника минулого часу завжди пишеться як -te, навіть після широких голосних: наприклад, в togte «піднятий» (на відміну від традиційного togta).
Інколи голосні пишуться поруч одна з одною, і не завжди буває відразу зрозуміло яка з них повинна читатися, а яка з них застосована лише згідно з правилом правопису.
Голосні, що не знаходяться під наголосом інколи зникають, тобто вилучаються:
Tha mi an dòchas. («I hope.») > Tha mi 'n dòchas.

## Вимова

### Голосні
Над голосними літерами може вживатися знак глухого наголосу: à, è, ì, ò, ù. В традиційному написанні також вживався знак гострого наголосу на літерами: á, é та ó. Проте зараз використовується лише знак наголосу.
| Написання | Вимова     | Англійський еквівалент | Як           |
| --------- | ---------- | ---------------------- | ------------ |
| a, á      | [a], [a]   | cat                    | bata, lochán |
| à         | [aː]       | father                 | bàta         |
| e         | [ɛ], [e]   | get, late              | le, teth     |
| è, é      | [ɛː], [eː] | marry, lady            | sèimh, fhéin |
| i         | [i], [iː]  | tin, sweet             | sin, ith     |
| ì         | [iː]       | evil                   | mìn          |
| o         | [ɔ], [o]   | top, boat              | poca, bog    |
| ò, ó      | [ɔː], [oː] | jaw, donate            | pòcaid, mór  |
| u         | [u]        | brute                  | tur          |
| ù         | [uː]       | brood                  | tùr          |

### Диграфи
| Написання | Вимова             | Як                                  |
| --------- | ------------------ | ----------------------------------- |
| ai        | [a], [ə], [ɛ], [i] | caileag, iuchair, geamair, dùthaich |
| ài        | [aː], [ai]         | àite, bara-làimhe                   |
| ao(i)     | [ɯː], [ᵚi]         | caol, gaoil, laoidh                 |
| ea        | [ʲa], [e], [ɛ]     | geal, deas, bean                    |
| eà        | [ʲaː]              | ceàrr                               |
| èa        | [ɛː]               | nèamh                               |
| ei        | [e], [ɛ]           | eile, ainmeil                       |
| èi        | [ɛː]               | cèilidh                             |
| éi        | [eː]               | fhéin                               |
| eo        | [ʲɔ]               | deoch                               |
| eò(i)     | [ʲɔː]              | ceòl, feòil                         |
| eu        | [eː], [ia]         | ceum, feur                          |
| ia        | [iə], [ia]         | biadh, dian                         |
| io        | [i], [ᴊũ]          | fios, fionn                         |
| ìo        | [iː], [iə]         | sgrìobh, mìos                       |
| iu        | [ᴊu]               | piuthar                             |
| iù(i)     | [ᴊuː]              | diùlt, diùid                        |
| oi        | [ɔ], [ɤ]           | boireannach, goirid                 |
| òi        | [ɔː]               | fòill                               |
| ói        | [oː]               | còig                                |
| ua(i)     | [uə], [ua]         | ruadh, uabhasach, duais             |
| ui        | [u], [ɯ], [ui]     | muir, uighean, tuinn                |
| ùi        | [uː]               | dùin                                |

### Приголосні
Більшість приголосних вимовляється подібно до інших європейських мов. Широкі приголосні t, d та часто n мають зубну артикуляцію (подібно до ірландської мови, латини та слов'янських мов на відміну від ясенної артикуляції в англійській мові.
|                   | Губний Лабијални | Зубний/Ясенний | Позаясенний | Піднебінний | Задньопіднебінний |
| ----------------- | ---------------- | -------------- | ----------- | ----------- | ----------------- |
| Носовий           | m                | n̪              |             | ɲ           | ŋ                 |
| Проривний         | pʰ, p            | t̪ʰ, t̪          |             | cʰ, c       | kʰ, k             |
| Жджілинний        |                  |                | ʧʰ, ʧ       |             |                   |
| Щілинний          | f, v             | s              | ʃ           | ç, ʝ        | x, ɣ              |
| Сонорний щілинний |                  |                |             | j           |                   |
| Боковий щілинний  |                  | l, ɫ           |             | ʎ           |                   |
| Вібруючий         |                  | r              |             |             |                   |
| Оплесковий        |                  | ɾ              |             |             |                   |

### Придихання та гучні зупинки в гельській мові
Гучні зупинки /b, d, ɡ/ в гельській мові являють собою безголосі зупинки [p, t, k]. Безголосі зупинки [p, t, k] отримують потужне перед-придихання на початку слова та пост-придихання в середині та на кінці слова. На початку слова маємо: [pʰ,tʰ,kʰ], в кінці складу маємо: [hp,ht,xk]. Попередня аспірація зустрічається також в ісландській мові. В деяких діалектах гельської мови зупинки на початку слова становляться гучними, якщо перед ними стоїть група, яка складається «а» та носового приголосного. Наприклад: taigh будинок звучить як [tʰɤi], але an taigh 'цей будинок' — s [ən dʰɤi]. Також tombaca 'тютюн' [tʰomˈbaxkə].

### Широкі проти слабких
В гельській мові на зразок ірландської мови вживаються сильні та слабкі приголосні. Історично у приголосних, за якими стояли передньоязичні звуки /e/ та /i/ з‘явився побічний звук [j].
В сучасній гельський мові різниця між широкими та слабкими звуками не тільки в палатизації. Так, наприклад, сучасний слабкий «s» фонетично записується як /s´/, проте насправді це поствеолаярний щілинний приголосний [ʃ], а не [sʲ].

### Придихання та написання
Приголосні з придиханням мають особливу вимову: bh та mh — [v]; ch — [x] або [ç]; dh, gh — [ʝ] або [ɣ]; th — [h], [ʔ], або не читається; ph — [f].
Придихання літер l n r на письмі не позначається. Диграф fh ніколи не читається, за винятком таких слвів, як: fhèin, fhathast та fhuair, в яких диграф fh читається як [h].
| 正常           | 正常   | 正常           | 软化       | 软化          | 软化        |
| Орфографія     | Широка | Слабка         | Орфографія | Широка        | Слабка      |
| -------------- | ------ | -------------- | ---------- | ------------- | ----------- |
| b (на початку) | [p]    | [pj]           | bh         | [v]           | [vj]        |
| b (на кінці)   | [p]    | [jp]           | bh         | [v]           | [vj]        |
| c (на початку) | [kʰ]   | [kʰʲ] or [cʰ]  | ch         | [x]           | [ç]         |
| c (на кінці)   | [xk]   | [kʰʲ] or [çkʲ] | ch         | [x]           | [ç]         |
| d              | [t̪]    | [tʃ]           | dh         | [ɣ]           | [ʝ]         |
| f (на початку) | [f]    | [fj]           | fh         | 不发音        | 不发音      |
| f (на кінці)   | [f]    | [jf]           | fh         | 不发音        | 不发音      |
| g              | [k]    | [kʲ] or [c]    | gh         | [ɣ]           | [ʝ]         |
| l              | [ɫ̪]    | [ʎ]            | l          | [l]           | [ʎ] or [l]  |
| m              | [m]    | [mj]           | mh         | [v]           | [vj]        |
| n              | [n̪ˠ]   | [ɲ]            | n          | [n]           | [ɲ] or [n]  |
| p (на початку) | [pʰ]   | [pʰj]          | ph         | [f]           | [fj]        |
| p (на кінці)   | [hp]   | [jhp]          | ph         | [f]           | [fj]        |
| r              | [rˠ]   | [rˠ]           | r          | [ɾ]           | [ɾ]         |
| s              | [s̪]    | [ʃ]            | sh         | [h]           | [hj]        |
| t (на початку) | [t̪ʰ]   | [tʃʰ]          | th         | [h]           | [hj]        |
| t (на кінці)   | [ht̪]   | [htʃ]          | th         | [h] or silent | [hj] or [j] |

### Наголос
Наголос падає на перший склад, наприклад drochaid 'міст' [ˈtroxatʃ].
Якщо ви будете пам'ятати про це правило, ви ніколи не помилитесь, коли будете читати назви місць: наприклад, Mallaig, [ˈmaʊɫækʲ].)
Якщо назва місця утворена з де-кількох слів, то англійський варіант буде мати наголос на останньому слові, наприклад, Tyndrum [taɪnˈdrʌm] < Taigh an Droma [tʰɤin ˈdromə]. Це зумовлено тим фактом, що в гельській мові прикметник розташовується після іменника, якого він описує.

### Епінтези
В гельській мові є цікаве явище епінтезису, яке полягає в тому, що між деякими приголосними вставляється нечіткий звук Шва [ə], який дуже нагадує англійський звук «ə»:
tarbh (віл) — [t̪ʰarav]
Alba (Шотландія) — [aɫ̪apa].

### Елізія
Якщо в кінці слова знаходиться звук Шва [ə], а за словом знаходиться слово, яке розпочинається на голосну, то звук Шва [ə] випадає, наприклад,
duine (чоловік) — [ˈt̪ɯɲə]
an duine agad (твій чоловік) — [ən ˈt̪ɯɲ akət̪]

### Тони
Найвідомішими мовами, в яких тони відіграють особливу роль, є китайська та в'єтнамська мовах. Тони є також у норвезькій та шведській мовах. З усіх кельтських мов лише в діалекті Льюїса (Lewis) та діалекті Сазерленда (Sutherland) використовуються тони. Історично та фонологічно вони нагадують систему тонів у норвезькій та шведській мовах. Є думка, що це стало результатом впливу варягів під час їх завоювань у Середньовіччі.

## Граматика
Шотландська гельська мова синтаксично така ж проста, як і її попередниця старо-ірландська мова. Речення утворюється за зразком Присудок — Підмет –Додаток (Пр-Пд-Дд). Як відомо, у більшості мов вживається протилежний порядок: Підмет — Присудок — Додаток (Пд-Пр-Дд).
Також важливою особливістю мови є явище пом'якшення приголосних (Lenition). Основною його функцією є утворення форми минулого часу дієслів, множини іменників тощо. Наприклад,:
- òl — dh'òl — пить -пив,
- am bàrd (називний відмінок),
- a' bhàird (родовий відмінок),
- a' bhàrd (давальний відмінок)
- a bhròg — його черевик, a bròg — її черевик.
- a' bhròg — черевик, na brògan — черевики.

На відміну від інших європейських мов особисті форми дієслова виконують функції неозначеної форми (інфінітиву).
Також в гельській мові по-своєму передається загально відома інформація та інформація про одноразові події, а також є розподіл на власність, яку можна відібрати, та на власність, яку не можна відібрати.

### Дієслово
- Немає неозначеної форми (інфінітиву), особисті форми включають: дієслівне ім'я, перфектний дієприкметник та Imperativ.
- Дієслово може відмінюватись по особам/числам (тільки в умовному способі), способу (Indikativ/Konjunktiv), стану та часам. Також існує незалежна та залежна форма дієслова (залежна форма відрізняється від незалежної тільки у неправильних дієсловах).
- Дієслово використовується як відповідь на запитання: для ствердження використовують позитивну форму, для заперечення — негативну форму, наприклад, «Ти підеш ?» — «Піду» (an deach thu? — chaidh)
- У дієслова «бути» є дві форми: іменний присудок «bi» та зв'язка «is»
  - Іменний присудок використовується для характеризування підмета: «X є …»
  - зв'язка «is» використовується для ідентифікації та визначення, або для зв'язування двох іменників: «X є Y»
- Часи
  - Особисті форми існують для Präteritum, майбутнього часу та теперішнього часу Іменникового присудка, для позначених часів умовоного способу (Conjunctive), для позначених часів пасивного стану (Conjunctive), для відносного майбутнього часу та неособових форм.
  - Теперішній час дієслів утворюється за допомогою форми Progressive: Tha X a' snàmh, дослівно, Є X в плавання, тобто Х зараз плаває.
- 10 неправильних дієслів, включаючи іменний присудок «bi» та зв'язку «is», які найчастіше вживаються в розмові.
- В однині та множині першої особи умовного способу відбувається стиснення дієслова та особистого займенника в одне слово: sgrìobhinn (я б написав).
- Звичайні, повторювані дії в минулому можуть передаватись за допомогю форми майбутнього часу.

### Іменник
- Відмінюються по 4 відмінкам: називний відмінок (та ідентичний йому орудний відмінок), родовий відмінок, давальний відмінок та кличний відмінок.
- 2 роди: чоловічий рід та жіночий рід
- Форми родового та давального відмінків утворюються за допомогою переголосовки в середині слова: alt — uilt, clann — cloinn(e), gorm — guirm

### Прикметник
- За деякими виключеннями прикметник завжди знаходиться поза іменником:
- a' chaileag bhàn — білява дівчина
- an duine maol — лисий чоловік
- 'S e duine eireachdail a th' ann — Він має гарний вигляд.
- 'S e duine laghach a th' ann — Він приємна людина.
- Невелика кількість прикметників вживається перед іменником і пом'якшує його початок::
  - an ath-sheachdain — наступного тижня.

### Прийменник та займенники
- Багато прийменників утворюють разом із займенниками сполучені форми: ann (в), annam (в мені), nam (в моєму).

### Числівники
- З давніх часів використовувались дві системи числівників від 11 до 99: десятками та двадцятками. Зараз в школах використовується система числівників на основі десяток.
- Для ліку людей від 1 до 10 використовуються особливі лічільні слова.
- В гельській мові досі відчуваються відгуки дуалізму. Наприклад, після чисельника «два» завжди вживається слово в давальному відмінку. Одночасово відбувається пом'якшення першої приголосної літери: aon phiseag — один кіт, dà phiseig — два кота, trì piseagan — три кота.

## Особливості мови
Особливостями гельськоï мови є послаблення (Lenition) приголосних, назалізація, та порядок утворення речення (Предикат — Суб'єкт — Об'єкт ). Запитання утворюється за допомогою спеціальних часток. Також, подібно до інших північно-європейських мов, перед де-якими приголосними з'являється придихання:
tapadh leat — («Дякую тобі»): /'taxpa 'l´axt/
Послаблення Lenition:
| Термін               | Вимова                                    | Переклад                                       |
| -------------------- | ----------------------------------------- | ---------------------------------------------- |
| màthair              | -ma: her- [maːheð]                        | мати                                           |
| mo mhàthair          | -mo va: her- [mo vaːheð]                  | моя мати                                       |
| an cù                | -an ku:- [ən kuː]                         | собака                                         |
| do chù               | -do xu:- [do xuː]                         | твоя собака                                    |
| tha mi brònach       | -ha mi bronax- [ha mi ˈbrɔːnəx]           | є- я- сумний =Я сумний.                        |
| tha mi glè bhrònach  | -ha mi gle: vronax- [ha mi gleː ˈvrɔːnəx] | є- я- дуже- сумний =Я дуже сумний.             |
| A bheil thu brònach? | -a vel u bronax- [a veɪl u ˈbrɔːnəx]      | Запитальна частка- є- ти- сумний ? =Ти сумний? |

## Корисні фрази
| Гельська                     | Вимова                       | Украïнська                               |
| ---------------------------- | ---------------------------- | ---------------------------------------- |
| Madainn mhath                | Mattin wa                    | Доброго ранку!                           |
| Feasgar math                 | Fäsker ma                    | Добрий день!                             |
| Dè ni mi dhuibh?             | Dschee ni mi ghuiw           | Чим можу вам допомогти?                  |
| Ciamar a tha sibh?           | Kimmer a ha schiiw           | Як ваші справи?                          |
| Dè tha dol?                  | Dsche ha doll                | Що ти це робиш?                          |
| Thigibh a-steach             | Hikiw e-schtscheach          | Заходьте!                                |
| Tha mi duilich               | Ha mi dullich                | На жаль                                  |
| Chan eil mi a' tuigsinn      | Chan jäil mi a tukschin      | Я не розумію                             |
| Chan eil mòran Gàidhlig agam | Chan jäil mooran Gaalik akam | Я не дуже багато розмовляю гельською.    |
| A bheil Gàidhlig agad?       | A wäil Gaalik akat           | Ти розмовляєш гельською?                 |
| Tha mi glè sgìth             | ha mi glee skii              | Я втомлений.                             |
| Tha gaol agam ort            | ha güol akam orscht          | Я тебе кохаю.                            |
| Seo a-nis                    | scho a-nisch                 | Ось так.                                 |
| Tha mi a' lorg               | ha mi lorrek                 | Я шукаю                                  |
| Slàn leat                    | slaan lät                    | До побачення!                            |
| Mar sin leat                 | mar schinn lät               | До побачення ! відповідь на «Slàn leat». |
| Slàinte                      | slaantsche                   | На здоров'я!                             |
| 'S toil leam ceòl            | s toll läm kjool             | Мені подобається музика.                 |
| Tha mi fuar/blàth            | ha mi fuar/blaa              | Мені холодно/тепло.                      |
| Dùin do bheul                | duun do wial                 | Стримуй свого язика (замовчи)!           |
| Tha an t-uisge ann           | ha an tüschke aun            | Дощить                                   |

## Словники
- Шотландсько-англійський словник
- Шотландський гельський словник Scottish Gaelic Dictionary Online